# Juin 2006 en Afrique
 (avril 2020).
Si vous disposez d'ouvrages ou d'articles de référence ou si vous connaissez des sites web de qualité traitant du thème abordé ici, merci de compléter l'article en donnant les références utiles à sa vérifiabilité et en les liant à la section « Notes et références ».

## 1erjuin
- Niger : une manifestation à Niamey à l’appel de l’Union des étudiants nigériens de l’Université de Niamey (UENUN) a été réprimée par la police. Une quarantaine de personnes ont été blessés, dont six grièvement.

## 5 juin
- Somalie : les milices de l’Union des tribunaux islamiques ont pris le contrôle de Mogadiscio après plusieurs semaines de combat contre les « chefs de guerre » soutenu par les États-Unis.

## 8 juin
- Liberia : Guus Kouwenhoven, homme d'affaires néerlandais, a été condamné à huit ans de prison par le Tribunal pénal international pour trafic d'armes. Il a été reconnu coupable d'avoir vendu des Kalachnikov, des grenades et des lance-roquettes à Charles Taylor, l'ancien président du Liberia.

## 10 juin
- Burkina Faso : des manifestations pour protester contre la hausse du prix des carburants organisées à l’appel de six organisations syndicales regroupée au sein de la Confédération des Syndicats du Burkina, ont rassemblée des centaines de personnes à Ouagadougou et dans les principales villes du pays.

## 11 juin
- Niger : l'assemblée nationale a rejeté par 42 voix contre, 31 pour et trois abstentions la ratification du « protocole de Maputo » sur la protection des femmes en Afrique en raison de sa condamnation de l’excision.

## 12 juin
- Guinée : des affrontements entre la police et des étudiants ont fait 21 morts selon l’ONG Rencontre africaine pour la défense des droits de l'homme. Les étudiants manifestaient à Conakry et dans plusieurs autres villes afin de protester contre l’annulation des examens.
- Nigeria, Cameroun : le Nigeria a accepté de rendre au Cameroun la province de Bakassi. Cette province fait l’objet d’un différend entre les deux pays depuis les années 1990.

## 14 juin
- Cédéao : la Communauté économique des États de l'Afrique de l'Ouest, réuni en sommet à Abuja (Nigeria), a adopté une convention qui prévoit « d'interdire le transfert des armes légères au sein de la communauté et entre les États membres, sauf pour les besoins de sécurité légitimes de ces États ou pour leur participation à des opérations de maintien de la paix ». La Cédéao a également modifié son organisation interne. Le secrétariat est remplacé par une commission de neuf membres. Ces commissaires, dont le mandat de quatre ans est tournant entre les pays membres prendront leurs fonctions en janvier 2007.

## 25 juin
- Mauritanie : référendum pour l’adoption d’une nouvelle constitution. La participation est importante (76,51 %). Le « oui » l’emporte largement avec 96,97 %[1].

## 30 juin
- République démocratique du Congo : à la fin du mois de juin 2006, des partisans de l’Union pour la démocratie et le progrès social (UDPS, premier parti d’opposition)  ont manifesté dans diverses villes de la RDC, protestant contre les irrégularités, les intimidations et les fraudes qui se déroulaient avant les élections. À Kinshasa, capitale de la RDC, les forces de sécurité ont ouvert le feu lors des manifestations, tuant quinze protestataires et en blessant vingt-six autres. Plusieurs personnes, notamment des membres de l'UDPS, ont été arbitrairement arrêtées et incarcérées pendant des jours, voire des semaines, et certaines ont subi des mauvais traitements pendant leur détention. Après enquête, la Mission des Nations unies au Congo (MONUC) a conclu que les forces congolaises avaient fait un usage excessif et injustifié de la force pour disperser les manifestants